# ビデオテープ

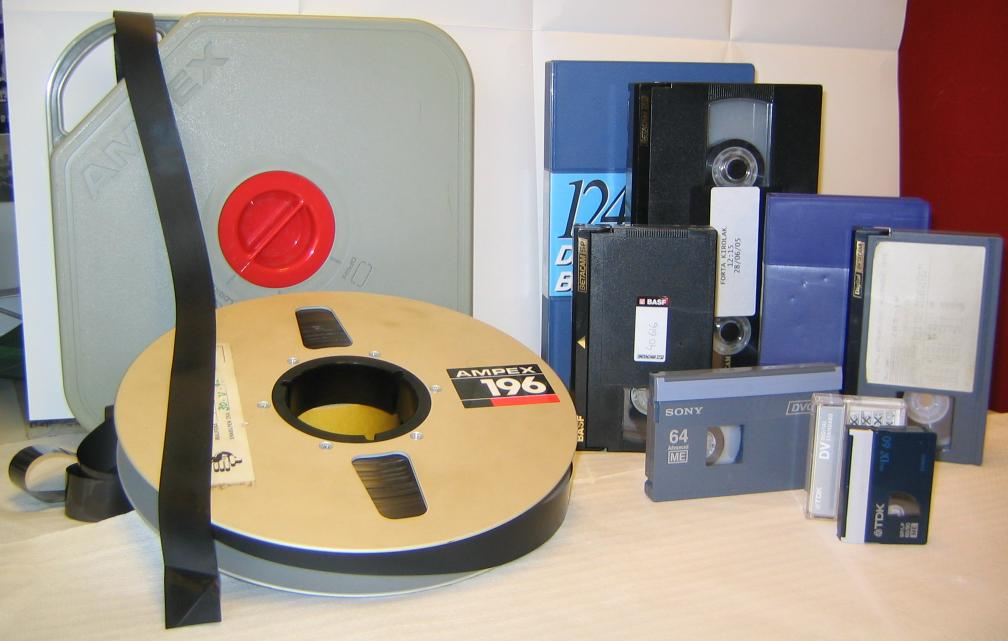
様々なビデオテープ。

ビデオテープ（英語: videotape）は、映画フィルムと対照的な磁気テープ上に映像と音声を記録する手段として、1951年に最初のビデオテープレコーダーが発明された。
ビデオテープはその他の磁気テープと同じくフィルムベースのテープに磁性体の粉末を貼り付けたものである。貼り付け方によって塗布したものと蒸着したものがあり特性が違う。また塗布される磁性体は酸化鉄や非酸化金属磁性体、いわゆるメタルなどがある。記録できる信号は磁気粉末量が充分にあることが必要で、粉末が微細化されてより多くの量がある必要がある。また保磁力も必要となる。そのためビデオデッキの開発とともにビデオテープの開発もまた市場を形成するうえで必要であった。
ほとんどの場合、スパイラル状のビデオヘッドは、2次元でデータを記録するために、動いているテープに当接して回転する。 それによりテープとの相対速度を高め、非常に高い帯域幅を持つ映像信号を記録できるようにしている。これは静止しているヘッドだと非常に高いテープ速度を必要とするからである。ビデオテープはビデオテープレコーダー(VTR, VCR)とカムコーダーで使われる。テープは情報を保存する上で線形方式であり、ほとんどのビデオ記録物が日々デジタル化されるため、デジタル映像データの非線形/任意アプローチが日常化されるにつれて(DVDやハードディスクなどを利用するカムコーダーが日常化されるにつれて)、ビデオテープの重要性は次第に消えると予測する。

## 歴史
1970年代に入り、ビデオテープ市場にはVHS、ベータマックスなど複数の規格が登場して競争した。当初の家庭用ビデオのテープは幅が2分の1インチ、テープ速度が約3〜4センチ、サイズはB5の本くらいでプラスチックのハーフに収まっており2時間の録画ができた。テープは蓋で覆われており接触できないものであった。それに対し放送業務用では画質優先のため1〜2インチ幅のオープンリールタイプが主流で、1980年代の後半までテレビ局などではメインで使われていた。
テープ価格は放送用100万円規模からスタートした。非常に高価だったのとその大きさから場所を取るため東京のテレビ局レベルでも保存は難しく、この頃の各局番組アーカイブは非常に偏っており数も少ない。家庭用ビデオのVHSは売値4000円位からのスタートだった。
1980年代に入ると、同じビデオテープでも磁性体やその充填具合、バックコーティング技術などで差別化がされメーカごとに高画質、高音質対応のビデオテープなどが発売されるようになった。ランク分けとしては下位からスタンダード、ハイグレード、Hi-Fi、プロなど。上位ほどノイズの少ない高画質・高音質記録ができるとされていた。価格も3本パック2千円など低価格化していった。

### 磁性体の進化
オーディオ用テープのそれと同様に、磁性体は酸化鉄からコバルト系などが使われてきたが、メタル化は互換性等点で難点があるためオーディオテープよりも遅れた。最初に出たメタルビデオテープは1984年に製品化した8ミリビデオであり、これは当初からメタルテープによる規格であった。これ以降に発表された新システムのビデオテープはすべてメタルとなっている。
続いて業務用途で松下が1984年に発売したMⅡがメタルテープでの新規格として登場、2分の1インチテープでは初。1986年に発売されたD-2方式の放送業務用ビデオはデジタルとして初のメタルテープ規格となった（D-1方式は酸化鉄テープだった）。
1987年に発表されたS-VHSでは、水平解像度を従来の220本程度から400本以上と高画質化させているにも関わらず、従来の機器との互換性を考慮しVHSとしても記録可能なコバルト系のテープとなった。当時は規格の頭首である日本ビクターを筆頭に各テープメーカデーある富士フイルム（ブランド名フジ、アクシアなど）、日立マクセル、TDK、住友３M（ブランド名スコッチ）などがこれに賛同しハードの発売とともに各社揃ってテープも発売された。このメタルテープを使わないという判断はその後S-VHSのビデオテープ価格の大幅な引き下げに貢献した。
1994年にはデジタルビデオ規格としてDVが発表、従来の塗布型メタルテープではなく、蒸着型メタルテープを使用し更に小型化することに成功、それまでの8ミリビデオに取って代わり家庭用ビデオカメラの実質的な標準規格として2010年頃まで使われていった。

### ビデオテープと記録時間
放送業務用の送り出し用テープは2インチの時代から最長１時間のものが多かった。時代が下ってオープンリールからカセットタイプになる頃に2時間から３時間以上が使えるフォーマットが増えた。
それでもハイビジョンが標準化されデジタルで記録するとなると必要なテープ量が増え、大型テープでも１時間しか記録できなかったりするものもあった。
家庭用も当初ベータマックスが発売されたときは標準で１時間のものが多かったが、VHSが２時間記録できることを標準にしてから、一般には２時間がスタンダードな長さのテープとして大量に流通した。
ベータ陣営も１時間記録用のテープをテープの速度を落とし２時間録画できるよう急遽仕様を追加し、βIIモードを新たな標準に据えた。
その後テープの材質など改良されベータ方式の最長は標準で3時間20分、VHSの最長は標準で2時間40分録画できるテープが発売されたが、売れ筋はどちらも２時間用のままだった。
異例な長さとしては、1986年11月にVHSで発売された、標準で168分録画できるテープがあった。これは住友スリーエムとマクセルからそれぞれ発売され、他社も追随ししばらくは168分がVHS最長の時代が数年間あった。
表立った理由は発表されていないが、当時この長さで収める必要がある番組として、紅白歌合戦があった。大晦日の夜9時からスタートし、11時45分までの2時間45分番組で、これを納めるためにはそれまでの最長160分では5分短いため、ニーズに答えるべくこの長さで売り出した。
その後の技術改良でVHSで３時間記録が発売されるようになった。最終的にはDVHS用の240分が最長となりベータ方式と標準の長さで逆転した。
家庭用デジタルテープのDVC方式では発売当初ミニ用テープで６０分が最長、その後の追加で80分記録、LPモードで２時間記録が出されたが、こちらは60分ほうがのほうが割安だったこともあり60分用が売れ筋となっていた。
放送業務用では番組送り出しの据え置き型は最長２時間以上が多かったが、家庭用テープを転用して業務用に耐えられる画質で記録する取材用のベータカムやMフォーマットなどは、家庭用の数倍のテープ速度で記録するため20〜30分程度が標準となった。

### レンタルビデオのテープ
1980年代から90年代半ばまでは家庭用ビデオデッキでテープを使う時代の全盛であった。映画やアニメーションなどの映像作品はテレビで見るか街のレンタルビデオで見ることが大半だった。
このようなレンタル用のビデオテープは専用に大量販売されているビデオテープが使われてることが多く、耐久性はある程度あるもののグレードは高くないテープが多かった。専門誌などに百本単位のロットで格安に売られている広告などが掲載されていた。

## ビデオテープの手入れ
ビデオテープは素材によって経年変化による再生不良が起きやすい。テープそのものから磁性体がはがれ落ちたり、吸湿により切れやすくなったりする。通常は1本単位でケースに入れられており背ラベルに録画情報を記載して棚に保管する
また、メカニカルな部分も多いため固着によりテープの引き出しがうまく行かず機器に絡んだりすると一般的にはお手上げとなり、機器に詳しくないとビデオデッキを壊す原因にもなる。
単純に室内放置するだけでホコリが付着し、機器の動作不良やヘッドの目詰まりの原因となる。古いビデオテープはエアダスターなどで埃を軽く取り、カセット本体のあけしめをして不具合がないことを確認することが望ましい。
またテープにはカビが生えやすい。カセットウインドウから見て白く細かい粉状のものが吹いて見えたらカビである。そのまま再生させると機器故障の原因となる。

## クリーニングテープ
通常ビデオテープを使用するだけで機器側には開閉口からの埃りや剥がれた磁性体などによりヘッドの目詰まりなどが起きる。そうなるとまともに映像を記録再生することができなくなり、画面に盛大なノイズとなって現れる。そういった事が起きても家庭では本体を開けて清掃することは非常に難しくメーカも推奨していない。そのため、テープが通る個所全体を一斉に清掃するのがクリーニングテープである。主に乾式と湿式と呼ばれる2種類があり、乾式はそのまま機器に入れて再生させるだけでヘッドの目詰まりなどを取り除く素材により汚れを取ることができる。湿式はクリーニング液をカセットの脇から入れて、走行するテープが濡れた状態でクリーニングする。ただし、これらのクリーニングテープ自体がヘッドを傷める遠因にもなるため過度な使用は推奨されていない。

## テープ端の検出
ビデオテープの最初と最後の部分、いわゆるリーダーテープと呼ばれる部分には磁性体が塗られておらず、別のものとなっている。
これはテープの早送りや巻き戻しによって巻き終わった時に検出機能が働き、テープが切れたり機器に過負荷がかかり壊れるのを防ぐだめ規格で決められている。
ベータテープは頭端がアルミ素材になっており、磁気検出により停止する。VHSや8ミリビデオ、DV方式は透明テープとなっており、光検出により停止する。

## 2025年問題とアーカイブ保存
ビデオテープは記録している磁気信号が経年で弱くなってくる。昭和から平成にかけて広く使われたVHSテープの映像が見られなくなる「2025年問題」が指摘されたりしている。VHSに限らず全てのビデオテープにも言えることで、放送用の初期にあった2インチVTRなどは再生させる機材がほぼなくなっており、貴重な映像資産が見れなくなる可能性もある。
現在ビデオテープを再生できる機器は全て生産を完了しており、手持ちの機材を補修しながら使うか中古市場で機器を調達するしかなくなっている。オーディオ機器と違い複雑な機構を持つビデオ機器はメーカによる再発売は期待できないため今後その映像資産のほとんどは日の目を見ることなく廃棄される可能性が高い。
そのためアーカイブを現行の資機材にダビングするサービスなどが行われているが、料金も高いため利用は伸びてないのが現状である。
また、デジタル資産であるDVやHDV記録のテープはパソコンへのコピーで対応できそうに思えるが、キャプチャするためのソフトウェアをほとんどのビデオ編集ソフトが外し始めているためこちらも困難度が高くなってきている。

### 互換性の問題
ビデオテープは回転ヘッドが10〜60μm幅の線を1800rpm以上の回転で記録していくが、それを正確にトレースして再生する必要がある。しかし規格で決められていても機器ごとの個体差により記録した機器以外で再生させるとトレースできる範囲を逸脱しノイズが出ることが多い。またVHSはハイファイ音声が映像から独立したヘッドなため映像と音声の両方のトラッキングを合わせることは難しい。そういったこともあり理想の状態で映像資産をコピーするのに障壁となっている。先にあるダビングサービスをおこなう所によってはメーカーごとの機材を用意しズレの少ない機材で最良な再生状態でコピーを行うようにしている業者もある。